# Przemijający szybki oddech noworodka
Przemijający szybki oddech noworodka, przemijające tachypnoe noworodka, przejściowe zaburzenia oddychania (ang. Transient Tachypnea of the Newborn lub Transitory Tachypnea of Newborn, TTN, TTNB) – łagodna niewydolność oddechowa noworodków donoszonych lub urodzonych prawie o terminie, u których po porodzie wystąpił zespół zaburzeń oddechowych. Objawy ustępują samoistnie w czasie 48–72 godzin.

## Etiologia i czynniki ryzyka
Wystąpienie TTN jest skutkiem opóźnionego wchłaniania płynu owodniowego przez układ limfatyczny płuc.
Zwiększone ryzyko wystąpienia tego zespołu istnieje u dzieci urodzonych przez cięcie cesarskie, ponieważ nie następuje w tym wypadku ściśnięcie klatki piersiowej przy przechodzeniu przez kanał rodny. Innymi czynnikami ryzyka są:
- płeć męska,
- niedotlenienie okołoporodowe,
- makrosomia płodu (dziecko matki cukrzycowej),
- przedłużony poród,
- nadmierna sedacja u matki,
- niska punktacja Apgar[1],
- leczenie niepłodności[1],
- poród kleszczowy lub z użyciem wyciągu próżniowego,
- położenie miednicowe,
- ujemny fosfatydylglicerol w płynie owodniowym i niedobór surfaktantu świadczące o niedojrzałości płuc.

## Obraz kliniczny
Noworodek po porodzie wykazuje przyspieszenie oddechu (tachypnoë) powyżej 60 oddechów na minutę (nawet do 120), któremu czasami towarzyszą inne objawy zwiększonego wysiłku oddechowego, takie jak stękania, ruch skrzydełek nosa, zaciąganie międzyżebrzy, z powyższymi objawami współistnieje różnego stopnia sinica.

## Rozpoznanie
Rozpoznanie stawia się na podstawie obrazu klinicznego oraz zdjęcia rentgenowskiego klatki piersiowej, w którym widoczne jest m.in. nadmierne upowietrznienie płuc oraz spłaszczenie kopuł przepony.

## Postępowanie
Leczenie polega na dostarczeniu odpowiedniej ilości tlenu. Leczenie zwykle rozpoczyna się od zastosowania namiotu tlenowego. W przypadku braku poprawy należy zastosować CPAP lub w najcięższych przypadkach wentylację mechaniczną po wcześniejszej intubacji. Noworodkowi należy zapewnić spokój i chronić go przed utratą ciepła.